# 탄문
고탄문(高坦文, 900년 ~ 975년)은 고려의 승려이다.

## 생애
속성(俗姓)은 고씨(高氏), 어머니는 백씨(白氏)로 법명은 대오(大悟)이며, 경기도 광주(혹은 고봉(高峯, 경기도 고양))에서 출생하였다. 원효대사가 살았던 향성산의 옛 절터에 암자를 짓고 수도한 후, 장의사의 신엄에게서 《화엄경》을 배웠다. 914년 15세의 나이로 구족계(승려가 지켜야 할 계율)를 받았다. 태조로부터 별화상이란 칭호를 받았으며, 926년 왕후가 임신을 하자 아들을 낳도록 기도드린 끝에 왕자를 낳게 되어 더욱 총애를 받았다. 그 후 구룡산사에서 《화엄경》을 강론하여 별대덕이 되었고, 942년 염주·배주 지방에 메뚜기로 인한 피해가 극심하자 《대반야경》을 읽어 이를 물리쳤다. 975년 광종 때 국사에 임명되었다. 그해 3월 가부좌한 채 입적하니 나이 76세, 법랍 61세였다. 시호는 법인(法印), 탑호는 보승(寶乘)이며, 충청남도 서산군 운산면 용현리 보원사지에 탄문을 기리는 탑과 탑비가 있다.